# 费迪南·德·索绪尔
费迪南·德·索緒爾（法語：Ferdinand de Saussure，1857年11月26日—1913年2月22日），生於日內瓦，瑞士語言學家、符號學家、哲学家。其不仅是结构主义的奠基者，同时也与查尔斯·桑德斯·皮尔士并称符號學创始人。
索緒爾認為語言是基於符號及意義的一門科學。他的思想为20世纪语言学和符号学的发展奠定了基础，故被誉为現代語言學之父，他把語言學塑造成為了一門影響巨大的獨立學科。。
索緒爾注重語言的共時性而有別於19世紀對語言歷時性的分析。共時性觀點認為——某一時間點上的一種語言是自足的功能系統——此觀點也廣為後世一般學者所接受。他對現代語言學的另一個巨大貢獻是認爲語言學的主要研究對象應該是口語，而不是書面語。這一觀點也被後世語言學家所秉持。他認為「語言是人類話語能力的社會產物，而且它是被社會使用和容許人用這個能力的必要習慣的總和」，而語言結構是受規律支配的、「意義是被語言創造出來的」，索緒爾又劃分出能指與所指、語言和言語等重要概念，對後來的符號學影響深遠。
在語言學和符號學的關係上，他認為，符號是語言（或，在某一時間點上的某種語言）的基礎單位。語言是符號的集合。個體的發言是語言的外在表現。
索緒爾另一項重要發現則是：文本和一般語用的句法是不同的。索氏在印歐哲學傳統中，發現了一個重要的喉音理論。

## 簡要年表
费迪南·德·索绪尔于1857年生于日内瓦。其父亲亨利·德·索绪尔是一位矿物学、昆虫学、生物分类学学者。索绪尔在14岁时就表现出相当的天赋和智力。
- 1870年入讀日內瓦的馬蒂娜專科學校（I'institut Martine），當時和同學埃利·大衞（Elie David）一家住在一起。[12]
- 1873～75年入學日內瓦高中,開始學梵語。
- 1875年入日內瓦大學。
- 1876年5月13日加入巴黎語言學會。10月轉到萊比錫大學。
- 後來轉入柏林大學一年。
- 1880年返回萊比錫大學,取得博士學位,論文為《論梵語絕對屬格的用法》。秋天,離開德國到巴黎。
- 1881年在巴黎高等研究學院任教10年。期間獲法國頒給榮譽勳位。
- 1891年回日內瓦大學任教。後來擔任日內瓦大學印歐歷史比較語言學系主任。[13]
- 1913年2月22日因病去世，死于喉癌。
- 1916年，在索绪尔死后，他的弟子根据课堂笔记，整理出版了《普通语言学教程》。

## 观点

### 言语活动、言语、语言
索绪尔把语言现象分为三个方面，分别是言语活动、言语、语言。这三个方面彼此影响。
“言语活动是多方面的、性质复杂的，同时跨着物理、生理和心理几个领域，它还属于个人的领域和社会的领域。我们没法把它归入任何一个人文事实的范畴，因为不知道怎样去理出它的统一体。”“因此，言语活动的研究就包含着两部分：一部分是主要的，它以实质上是社会的、不依赖于个人的语言为研究对象，这种研究纯粹是心理的；另一部分是次要的，它以言语活动的个人部分，即言语，其中包括发音，为研究对象，它是心理-物理的。”
“把语言和言语分开，我们一下子就把(1)什么是社会的，什么是个人的；(2)什么是主要的，什么是从属的和多少是偶然的分开来了。”
言语“是人们所说的话的总和，其中包括：(a)以说话人的意志为转移的个人的组合，(b)实现这些组合所必需的同样是与意志有关的发音行为。所以在言语中没有任何东西是集体的；它的表现是个人的和暂时的。”
言语“是个人的意志和智能的行为，其中应该区别开：(1)说话者赖以运用语言规则表达他的个人思想的组合；(2)使他有可能把这些组合表露出来的心理-物理机构。”
与言语相反，语言“是言语活动事实的混杂的总体中一个十分确定的对象。……它是言语活动的社会部分，个人以外的东西；个人本身不能创造语言，也不能改变语言；它只凭社会的成员间通过的一种契约而存在。”“这是通过言语实践存放在某一社会集团全体成员中的宝库，一个潜存在每一个人的脑子里，或者说得确切些，潜存在一群人脑子里的语法体系；因为在任何人的脑子里，语言都是不完备的，它只有在集体中才能完全存在。”
语言以许多储存于每个人脑子里的印迹的形式存在于集体中，有点像把同样的词典分发给每个人使用。所以，语言是每个人都具有的东西，同时对任何人又都是共同的，而且是在储存人的意志之外的。语言的这种存在方式可表以如下的公式：
1+1+1+……＝1(集体模型)。
言语和语言“这两个对象是紧密相联而且互为前提的：要使言语为人所理解，并产生它的一切效果，必须有语言；但是要使语言能够建立，也必须有言语。从历史上看，言语的事实总是在前的。如果人们不是先在言语行为中碰到观念和词语形象的联结，他怎么会进行这种联结呢?另一方面，我们总是听见别人说话才学会自己的母语的；它要经过无数次的经验，才能储存在我们的脑子里。最后，促使语言演变的是言语：听别人说话所获得的印象改变着我们的语言习惯。由此可见，语言和言语是互相依存的；语言既是言语的工具，又是言语的产物。但是这一切并不妨碍它们是两种绝对不同的东西。”
索绪尔把语言比作乐章，把言语比作演奏，把语言和言语的关系比喻为乐章和演奏的关系。他说：“在这一方面，我们可以把语言比之于交响乐，它的现实性是跟演奏方法无关的；演奏交响乐的乐师可能犯的错误绝不会损害这种现实性。”这是一个非常贴切的比喻。

### 语言学是符号学的一部分
语言是一种表达观念的符号系统，因此，语言与文字、盲文、象征仪式、礼节形式、军用信号等在本质上是一样的，语言只是这些系统中最重要的。
据此，索绪尔又把语言比喻为代数。他说：“语言可以说是一种只有复杂项的代数”。例如，德语名词数的变化，Nacht(夜，单数)：Nächte，(夜，复数)。这个语法事实可以用a／b这一符号来代表，但是，其中的a、b都不是简单项而是复杂项，它们分别从属于一定的系统之下。Nacht有名词、阴性、单数、主格等特征，它的主要元音为a；Nächte有名词、阴性、复数、主格等特征，它的主要元音为ä，结尾加了e，ch的读音从／x／变为／ç／。这样，就可以形成许多对立，所以叫做复杂项。每个符号孤立地看，可以认为是简单项，但是从整体来看，则都是复杂项。“语言的实际情况使我们无论从哪一方面去进行研究，都找不到简单的东西；随时随地都是这种相互制约的各项要素的复杂平衡。”
“语言符号连结的不是事物的名称，而是概念和音响形象。后者不是物质的声音，纯粹物理的东西，而是这声音的心理印迹，我们的感觉给我们证明的声音表象。”
“我们试观察一下自己的言语活动，就可以清楚地看到音响形象的心理性质：我们不动嘴唇，也不动舌头，就能自言自语，或在心里默念一首诗。”
「符號具」係為感官所接受到的物理刺激；「符號義」則是符號具刺激感後，訊息接受者在心中所呈現的心像。
表義二軸:系譜軸是從一組符號中選擇出 毗鄰軸則是將符號組織成為訊息。

### 能指与所指
语言符号是一种两面的心理实体：概念和音响形象。索绪尔把概念和音响形象的结合叫做符号，把概念叫做“所指”（signifié），把音响形象叫做“能指”（signifiant）。他说：“我们建议保留用符号这个词表示整体，用所指和能指分别代替概念和音响形象。后两个术语的好处是既能表明它们彼此间的对立，又能表明它们和它们所从属的整体间的对立。”
由索绪尔的定义可以看出，能指和所指都是心理的东西，而由能指和所指组成的符号，似乎也只是心理的东西。这种观点，在他解释“语言”和“言语”的时候也说过：“言语活动是异质的，而这样规定下来的语言却是同质的。它是一种符号系统；在这系统里，只有意义和音响形象的结合是主要的；在这系统里，符号的两个部分都是心理的。”
“语言符号虽然主要是心理的，但并不是抽象的概念，由于集体的同意而得到认可，其全体即构成语言的那种种联结，都是实在的东西，它们的所在地就在我们脑子里。”
索绪尔认为，某个特定的能指和某个特定的所指的联系不是必然的，而是约定俗成的。比如在“树”这个词中，树的概念和“树”的特定发音不是必然结合在一起的，“树”在英文中的读音和在法文、拉丁文中的读音明显不同，但却都能表达了“树”的意思。这就是符号的任意性原理。
索绪尔另外认为，语言能指具有线条性。语言的能指属听觉性质，只在时间上展开，而且具有借自时间的特征：(a)它体现一个长度，(b)这长度只能在一个向度上测定：它是一条直线。  
这是一个似乎为常人所忽略的基本原则。它的后果是数之不尽的，它的重要性与符号的任意性规律不相上下，语言的整个机构都取决于它。

### 内部语言学与外部语言学
索绪尔认为，语言学的研究对象是语言，由于语言有它的内部要素，也有它的外部要素，所以语言学也可以有内部语言学和外部语言学之分。索绪尔关于语言的定义，就是要把一切跟语言的组织、语言的系统无关的东西排除出去，这些东西，可用“外部语言学”这个术语来统称。
外部语言学要研究的内容有：
第一，语言学和民族学的一切接触点，语言史与种族史或文化史之间的关系，一个民族的风俗习惯在语言中的反映等。
第二，语言和政治史的关系。一个民族征服另一个民族并对它进行殖民化等重大的历史事件，对许多语言事实有无可估量的影响，高度的文明有利于某些特殊语言（如法律语言、科学术语）的发展。
第三，语言和各种制度如教会、学校等的关系。这些制度和一种语言的文学发展又有密切的联系。文学语言在任何方面都超越了文学为它制定的界限，例如沙龙、宫廷、科学院都对它发生影响。还有文学语言同地方方言发生冲突的问题。语言学家还应该考察书面语和口语的相互关系，因为任何文学语言都是文化的产物，到头来都会使它的生存范围脱离口语的范围。
最后，凡是与语言在地理上的扩展和方言分裂有关的一切，都属于外部语言学的范围。外部语言学可以把各种细节一件件地堆积起来而不致感到被系统的老虎钳钳住。  
而内部语言学则不容许随意的安排。索绪尔指出：“语言是一个系统，它只知道自己固有的秩序。把它跟国际象棋相比，将更可以使人感觉到这一点。在这里，要区别什么是外部的，什么是内部的，是比较容易的：国际象棋由波斯传到欧洲，这是外部的事实，反之，一切与系统和规则有关的都是内部的。例如我把木头的棋子换成象牙的棋子，这种改变对于系统是无关紧要的；但是假如我减少或增加了棋子的数目，那么，这种改变就会深深地影响到棋法。”“在任何情况下，人们都会提出有关现象的性质问题，而要解决这个问题，我们必须遵守这条规则：一切在任何程度上改变了系统的，都是内部的。”

### 句段关系和联想关系
索绪尔认为，在语言的机构中，一切要素都是按照“句段关系”（rapports syntagmatiques）和“联想关系”（rapports associatifs）运行的。这两种关系相当于我们心理活动的两个形式，并产生各种不同的语言价值。
在话语中，各个词，由于它们连接在一起，彼此便结成了以语言的线条性为基础的关系，排除了同时发出两个要素的可能性，这些要素一个挨着一个排列在言语的链条上面，它们之间结成的关系，叫做句段关系。这些以长度为支柱的结合，叫做句段（syntagmes）。所以，句段总是由两个或两个以上连续的单位组成的。例如，法语的re-lire（再读），contre tous（反对所有人），la vie humaine（人生），Dieu est bon（上帝是仁慈的），S'il fait beau temps, nous sortirons（如果天气好，我们就出去），等等。“一个要素在句段中只是由于它跟前一个或后一个，或前后两个要素相对立才取得它的价值。”
在话语之外，各个有某种共同点的词会在人们的记忆里联合起来，构成具有各种关系的集合，这种不在前后相续的环境中出现，而是在说话者的脑子里出现的联系，叫做联想关系。  
索绪尔认为，在整个语言机构中不外就是这两种关系的运用。
“语法的传统区分可能有它们的实际用途，但是不符合自然的区别，而且缺乏任何逻辑上的联系。语法只能建筑在另一个更高的原则上面。”
“每一事实应该都可以这样归入它的句段方面或联想方面，全部语法材料也应该安排在它的两个自然的轴线上面。只有这样分配才能表明我们对共时语言学的通常框架应该作哪些改变。”

### 共时和历时
在索绪尔看来，语言是一个具有价值的符号系统，而任何研究价值的科学，在研究自己的对象时，必须区别共时的观点和历时的观点，也就是说，要把它们放在同时轴线和连续轴线上来研究。“不管在什么地方都应该依照下图分出：(1)同时轴线(AB)，它涉及同时存在的事物间的关系，一切时间的干预都要从这里排除出去；(2)连续轴线(CD)，在这轴线上，人们一次只能考虑一样事物，但是第一轴线上的一切事物及其变化都位于这条轴线上。”
索绪尔指出：把一段树干从横面切断，我们将在断面上看到一个相当复杂的图形，它无非是纵向纤维的一种情景；这些纵向纤维，如果把树干垂直切开，也可以看到。这里也是一个展望依存于另一个展望：纵断面表明构成植物的纤维本身，横断面表明这些纤维在特定平面上的集结。但是后者究竟不同于前者，因为它可以使人看到各纤维间某些从纵的平面上永远不能理解的关系。
“对研究价值的科学来说，这种区分已成了实际的需要，在某些情况下并且成了绝对的需要。在这样的领域里，我们可以向学者们提出警告，如果不考虑这两条轴线，不把从本身考虑的价值系统和从时间考虑的这同一些价值区别开来，就无法严密组织他们的研究。”
“价值系统越是复杂，组织得越是严密，正因为它的复杂性，我们越有必要按照两条轴线顺次加以研究。任何系统都不具备这种可与语言相比的特点，任何地方都找不到这样准确的价值，这样众多，这样纷繁，这样严密地互相依存的要素。”
所以，索绪尔主张区分两种语言学——共时语言学和历时语言学。“有关语言学的静态方面的一切都是共时的，有关演化的一切都是历时的。同样，共时态和历时态分别指语言的状态和演化的阶段。”
索绪尔认为，“我们研究语言事实的时候，第一件引人注目的事是，对说话者来说，它们在时间上的连续是不存在的。摆在他面前的是一种状态。所以语言学家要了解这种状态，必须把产生这状态的一切置之度外，不管历时态。他要排除过去，才能深入到说话者的意识中去。历史的干预只能使他的判断发生错误。要描绘阿尔卑斯山的全景，却同时从汝拉山的几个山峰上去摄取，那是荒谬绝伦的；全景只能从某一点去摄取。语言也是这样：我们要集中在某一个状态才能把它加以描写或确定使用的规范。要是语言学家老是跟着语言的演化转，那就好像一个游客从汝拉山的这一端跑到那一端去记录景致的移动。”
因此，“语言学在给历史许下了过大的地位之后，将回过头来转向传统语法的静态观点。但是这一次却是带着新的精神和新的方法回来的。历史方法将作出贡献，使它青春焕发。正是历史方法的反戈一击将使人更好地了解语言的状态。”
共时语言学把语言当作一个系统来研究，而历时语言学的研究对象不形成系统。换言之，共时语言学仅仅与语言有关，而历时语言学则与言语有关。
“于是，语言学在这里遇到了它的第二条分叉路。首先，我们必须对语言和言语有所选择；现在我们又处在两条道路的交叉点上：一条通往历时态，另一条通往共时态。”
“共时语言学研究同一个集体意识感觉到的各项存在并构成系统的要素间的逻辑关系和心理关系。历时语言学相反地研究各项不是同一个集体意识所感觉到的相连续要素间的关系，这些要素一个代替一个，彼此间不构成系统。”
一旦掌握了这个二重的分类原则，我们就可以补充说：语言中凡属历时的，都只是由于言语。一切变化都是在言语中萌芽的。任何变化，在普遍使用之前，无不由若干个人最先发出。
现代德语说：ich war（我从前是），wir waren（我们从前是），可是在古代德语中，直到16世纪，还是这样变位的：ich was，wir waren（现在英语中还说：I was，we were）。war是怎样代替了was的呢？有些人受了waren的影响，于是按类推作用造出了war；这是一个言语的事实。这个形式一再重复，为社会所接受，就变成了语言的事实。
可见，在索绪尔学说中，共时语言学与历时语言学的区分在客观上来源于语言与言语的区分。
我们能够既在共时态中，又同时在历时态中来研究语言及其现象吗？索绪尔作了否定的回答：“这两种观点——共时观点和历时观点——的对立是绝对的，不容许有任何妥协。”
例如，拉丁语crispus（波状的、卷皱的）给法语提供了一个词根crép-，由此产生出动词crépir（涂上灰泥）和décrépir（除去灰泥）。另一方面，在某一时期，人们又向拉丁语借了dēcrepitus（衰老）一词，词语不明，并把它变成了dērcérpit。这样，今天说法语的人们在un mur decrépi（一堵灰泥剥落的墙）和un home décrépit（一个衰老的人）之间建立了一种关系，尽管在历史上这两个词彼此毫不相干。例如，人们现在往往说la façade décrépite d’une maison（一所房子的破旧门面）。可见，在共时观察的语言系统中，那些从历时的观点看来完全是不同的东西，却可以得到相反的评价。而实际上，历时事实同它们产生的共时的静态事实之间并没有任何关系。
索绪尔指出：“所以，要把这样一些不调和的事实结合在一门学科里将是一种空想。在历时的展望里，人们所要处理的是一些跟系统毫不相干的现象，尽管这些现象制约着系统。”
那么，共时语言学与历时语言学哪一种更为重要呢？索绪尔认为，共时观点比历时观点更为重要，因为对说话者来说，“它是真正的、惟一的现实性”。换句话说，如果语言学家只注意历时的背景，那么，他看到的绝不是语言，而只是一系列在形式上变化着的语言现象。
他批评历史比较语言学：“自有近代语言学以来，我们可以说，它全神贯注在历时态方面。印欧语比较语法利用掌握的资料去构拟前代语言的模型；比较对它来说只是重建过去的一种手段。对各语族（罗曼语族、日耳曼语族等等）所作的专门研究，也使用同样的方法；状态的穿插只是片断的、极不完备的。这是葆朴所开创的路子，他对语言的理解是混杂的、犹豫不定的。”
他也批评传统语法：“传统语法对语言的有些部分，例如构词法，毫无所知；它是规范性的，认为应该制定规则，而不是确认事实；它缺乏整体的观点；往往甚至不晓得区别书写的词和口说的词，如此等等。”
他赞扬波尔·洛瓦雅尔语法：“波尔·洛瓦雅尔语法试图描写路易十四时代法语的状态，并确定它的价值。它不因此需要中世纪的语言；它忠实地遵循着横轴线，从来没有背离过。所以这种方法是正确的。但并不意味着它对方法的应用是完备的。”
他为古典语法辩护：“曾有人责备古典语法不科学，但是它的基础比之葆朴所创立的语言学并不那么该受批评，它的对象更为明确。”
“古代语法只看到共时事实，语言学已揭露了一类崭新的现象。但这是不够的，我们应该使人感到这两类事实的对立，从而引出一切可能的结果。”

## 影响
羅蘭·巴特的《神話學》一書，使我們知道索緒爾的符號分析可以延伸至第二層的「神話分析」。
德希達將索氏的理論超出結構主義的領域。德希達指出，如果符號是被定義在與其它符號的關係之中，則沒有一個語言可以被一個外在中立的位置/閱聽人所了解（即：語言只能在某一時間情境或文化中被主觀地了解）。因此，符號在不同情境與時間可以有無限多種歧義的解讀。
索緒爾的理論也在雅克·拉岡提倡〔回到弗洛依德〕的精神分析學派起了重要的作用。尤其是拉岡六十年代的著作，均大量使用結構主義語言學的理論，令心理分析學出現重要的改變，並重新強調以語言分析為心理分析的核心的方法。但拉岡對於語言學的應用亦有別於索緒爾的做法，拉岡的方法令語言的能指和所指的附從性關係前後倒置，創造了以能指先於所指的格局，有論者認為這是拉岡唯理主義的開始，亦是開始了後結構主義對於索緒爾的修訂。總而言之索緒爾的名言：“能指與所指（或意符與意旨）之間的關係是武斷的。”在拉岡的理論中得到了發展，亦使拉岡能夠將精神分析學與結構主義語言學整合為一。

## 著作
他的弟子沙尔·巴利（Charles Bally）及薛施霭（Albert Sechehaye）等在1916年根据收集的索緒爾課堂的听课笔记，编写了《普通語言學教程》一書。該著作成為二十世紀現代語言學及結構主義語言學之開山之作，現代語言學的許多理論基礎都來自於此書。

## 參看
- 索緒爾的生平事迹[永久]
- 索緒爾 （页面存档备份，存于）
- 语言学
- 共时语言学
- 历时语言学

## 外部連結
- 陳嘉映：〈索緒爾的幾組基本觀念〉 （页面存档备份，存于）（2002）